# Joan Blanc i Mur
Joan Blanc i Mur, nascut a Tortosa el 1642, professà el 1661 com a carmelita descalç en el convent de Sant Josep de Barcelona, va ser conegut com a Joan de sant Josep
Estudià als col·legis de l'orde a Reus i Lleida, on després fou professor de filosofia durant nou anys. Fou definidor general (1679) i provincial de Catalunya (1685-1688). Els superiors de l'orde li encomanaren la tasca d'escriure els "Annales de los carmelitas descalços de la provincia de San Joseph en el Principado de Cataluña" (1695), única font d'informació sobre la història de l'orde a Catalunya del 1586 al 1707. També va traduir al castellà l'obra d'Antoni de sant Maties "El místico alquimista", i va escriure un ofici dedicat al patrocini de sant Josep, per encàrrec del general de la congregació espanyola, Joan de la Concepció Alemany Descatllar (1625-1700). Va morir el 1718 a Reus, al convent de Sant Joan, propietat del seu orde. Les seves obres restaren manuscrites